# Steen Olsen
Steen Lerche Olsen (-Lerkentorp) (Koppenhága, 1886. június 17. – Koppenhága, 1960. május 5.) olimpiai bajnok dán tornász.
Részt vett az 1912. évi nyári olimpiai játékokon mint tornász és a szabadon választott gyakorlatok csapatversenyben bronzérmes lett.
Az első világháború után az 1920. évi nyári olimpiai játékokon indult legközelebb, szintén, mint tornász és ismét a szabadon választott gyakorlatok csapatversenyben, amiben végül aranyérmes lett.
Klubcsapatai a KSG és a Gymnastik- og Idrætsforeningen Merkur voltak.